# Angosturarinde

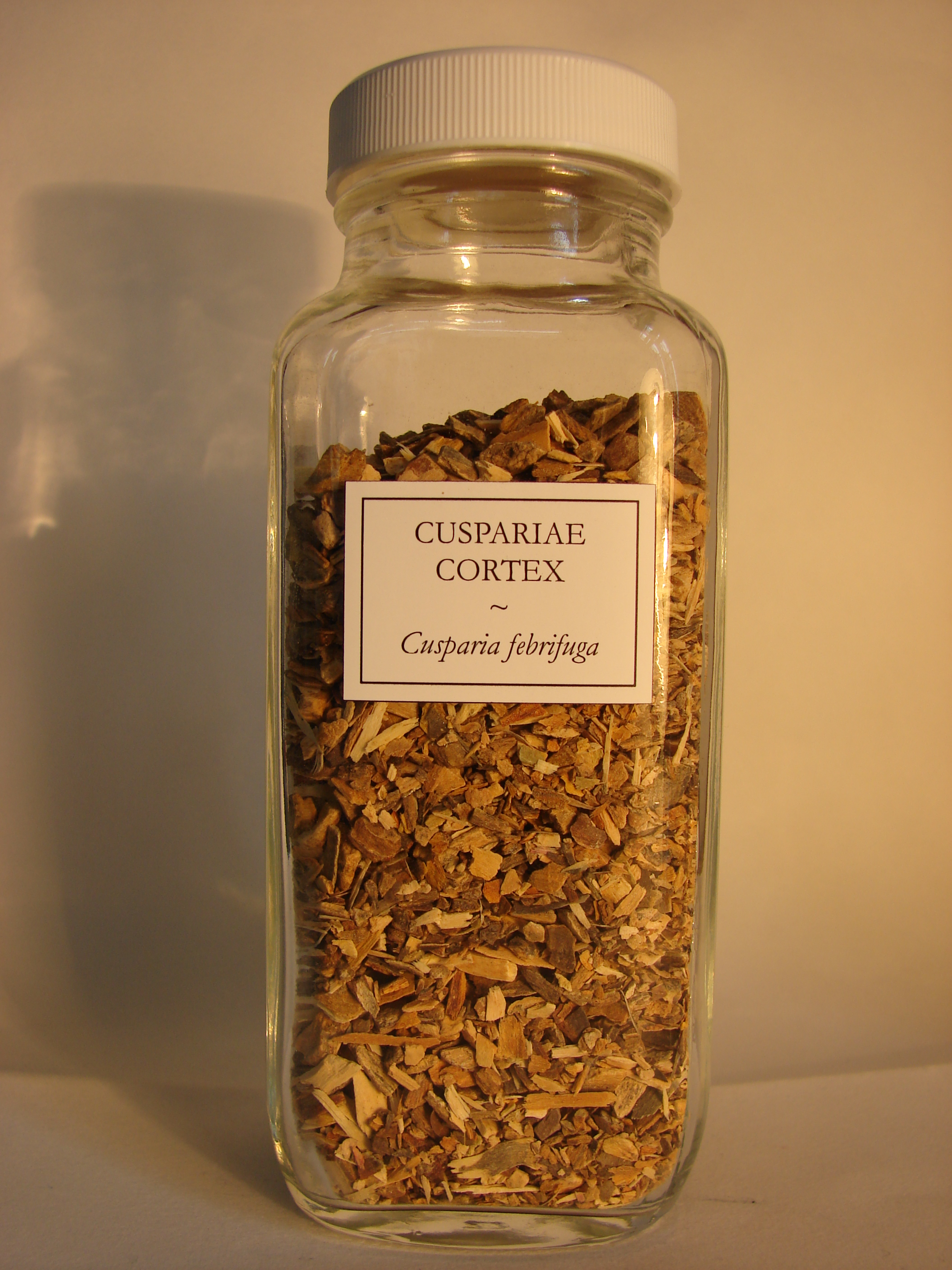
Gehackte Angosturarinde

Als Angosturarinde bezeichnet man die getrocknete Rinde des Angosturabaums (Angostura trifoliata (Willd.) T.S. Elias Syn.: Cusparia febrifuga Humb.), die Verwendung in einigen Nachahmerprodukten des Angosturabitters findet.
Angosturarinde enthält unter anderem Alkaloide,  ätherische Öle und Chinolinderivate. Sie wirkt ähnlich wie Chinarinde. Eine ähnliche Rinde liefert das Rautengewächs Esenbeckia febrifuga (brasilianische Angostura). Eine giftige Rinde, die als Verfälschung genutzt wird, besitzt die Gewöhnliche Brechnuss (falsche Angostura).